# Phenacoscorpius longirostris
Phenacoscorpius longirostris és una espècie de peix pertanyent a la família dels escorpènids.

## Descripció
- El mascle fa 4,8 cm de llargària màxima i la femella 6,32.[4]

## Hàbitat
És un peix marí, demersal i de clima temperat (29°S-30°S, 159°E-169°E).

## Distribució geogràfica
Es troba al Pacífic sud-occidental: l'illa Norfolk.

## Observacions
És inofensiu per als humans.